# Auvilliers-en-Gâtinais
Auvilliers-en-Gâtinais település Franciaországban, Loiret megyében. Lakosainak száma 335 fő (2022. január 1.). Auvilliers-en-Gâtinais Ouzouer-sous-Bellegarde, Beauchamps-sur-Huillard, Chailly-en-Gâtinais, Châtenoy, Presnoy, Quiers-sur-Bézonde, Sury-aux-Bois és Villemoutiers községekkel határos.

## Népesség
A település népességének változása:
| Lakosok száma | 286  | 273  | 280  | 328  | 363  | 370  | 360  | 339  | 339  | 335  |
|               | 1968 | 1982 | 1990 | 2006 | 2013 | 2015 | 2017 | 2019 | 2020 | 2022 |